# Turkesztáni Birodalmi Kormányzóság
A Turkesztáni Birodalmi Kormányzóság (másik nevén Turkesztán, németül rövidítve RKT) egy olyan tervezett birodalmi kormányzóság, amely létrehozását a Náci Németország a Szovjetunió közép-ázsiai térségében javasolta a második világháború idején a szovjetekkel való háború során. Lev Bezimenszkij szovjet történész azt állította, hogy Panturkestan,Großturkestan (Nagy-Turkesztán) és Mohammed-Reich (Mohamedán Birodalom) neveket is felvetették a területre vonatkozóan.
A Birodalmi Kormányzóság ötletét ebben a régióban a náci ideológus, Alfred Rosenberg vetette fel, Adolf Hitler azonban az ötletet elutasította. Hitler azt mondta Rosenbergnek, hogy a náci terveket egyelőre Európára kell korlátozni.

## Háttér
A Barbarossa hadművelet megkezdése előtt Rosenberg beépítette a Szovjetunió etnikailag főleg türk és muzulmán térségét Közép-Ázsiában a német felsőbbrendűség jövőbeli kialakításának terveibe. Az ott lévő muzulmán lakosság történelmi ellentétben volt az oroszok terjeszkedésével, és ellenőrzésével a terület felett. A német vezetésnek kétségei voltak afelől, hogy a náci hódítások eljutnak-e ennyire keletre. Rosenberg javaslata szerint egy németbarát intézményrendszert alakítottak volna ki, amely valószínűleg valamikor a jövőben csatlakozott volna a Harmadik Birodalomhoz. A tervek szerint a területet a tervezett Breitspurbahn háromméteres vasúti nyomtávú vasúthálózattal kötötték volna össze. Itt épült volna meg a Reichsautobahn, amely az autópályarendszer legkeletibb része lett volna. Hitler elutasította ezt a javaslatot, mivel nem szolgálta ki azt a célkitűzését, hogy elegendő életteret biztosítson keletre Németország és a német nép számára. Rosenberg az elutasítás után felhagyta egy időre a kormányzóság létrehozását, és inkább az Szovjetunió európai részeire koncentrált.
Rosenberg később tanácsokat kapott a turkesztáni kérdéssel kapcsolatban Vali Qayumxon üzbég emigránstól, aki 1942 augusztusától a berlini székhelyű Turkesztán Egyesítésének Nemzeti Bizottsága vezetője volt.

## Területe
Rosenberg terve szerint az öt közép-ázsiai szovjet köztársaság jelentette volna a Birodalmi Kormányzóságot: a Kazah Szovjet Szocialista Köztársaság, az Üzbég Szovjet Szocialista Köztársaság, a Türkmén Szovjet Szocialista Köztársaság, a Tádzsik Szovjet Szocialista Köztársaság és a Kirgiz Szovjet Szocialista Köztársaság. Ezeknek a tagállamoknak a lakossága nem volt egységesen türk etnikumú (különösen Tádzsikisztán nem, amely valójában túlnyomórészt iráni eredetű és perzsa nyelvet beszélő lakosságú volt), ám összességében a térség iszlám vallású volt. A német tervek kiterjedtek továbbá az Altajra, a Tatár Autonóm Szovjet Szocialista Köztársaságra és Baskír Autonóm Szovjet Szocialista Köztársaságra. Egyes források még megemlítik Mariföldet és Udmurtföldet a kormányzóság részeként, pedig ennek a két régiónak az őslakos népei finnugor származásúak.
A pontos határok keleti részét a második világháború alatt soha nem határozták meg véglegesen. Abban az esetben, ha a tengelyhatalmak elfoglalták volna a Szovjetunió még el nem foglalt részét, akkor a német–japán határra több variáció is megszületett. A Japán Birodalom 1941 végén javasolta a régió határát a keleti hosszúság 70°-án húzódó vonal mentén, amely kijelölte volna Japán nyugati határát. Ennek a javaslatnak a módosított változata keletebbre vitte a határt a közép-ázsiai köztársaságok keleti határára Kínával, és a Jenyiszej folyó mentén.

## Fordítás
Ez a szócikk részben vagy egészben  a   Reichskommissariat Turkestan című angol Wikipédia-szócikk fordításán alapul.  Az eredeti cikk szerkesztőit annak laptörténete sorolja fel. Ez a jelzés csupán a megfogalmazás eredetét és a szerzői jogokat jelzi, nem szolgál a cikkben szereplő információk forrásmegjelöléseként.